# Маменко Олексій Михайлович
Маменко Олексій Михайлович (нар. 25 березня 1941) — доктор сільськогосподарських наук, професор, член-кореспондент НААН, академік УАН, видатний вчений у галузі виробництва продуктів тваринництва в екстремальних ситуаціях, зональних енергоресурсозберігаючих екологічно безпечних систем та технологій

## Біографія
Олексій Михайлович народився 25 березня 1941 року в с. Топилівка Чигиринського району Черкаської області.
У 1959 році закінчив Златопольський зоотехнічний технікум Черкаської області за фахом молодший зоотехнік. Працював старшим зоотехніком колгоспу «Вітчизна» с. Іванівка.
У 1960 році працював головним зоотехніком колгоспу ім. Карла Маркса Чигиринського району на Черкащині.
З вересня 1960 по серпень 1963 років служба в армії: командир відділення, старшина роти, старший оператор та виконуючий обов'язки начальника РЛС.
Протягом 1963 по 1968 років навчався на зоотехнічному факультеті Української сільськогосподарської академії (нині Національний університет біоресурсів і природокористування). Отримав спеціальність вчений зоотехнік.
Протягом 1964 по 1965 років працював головним зоотехніком та секретарем парткому колгоспу ім. Куйбишева на Черкащині.
Протягом 1968 по 1970 років був стажистом кафедри спеціальної зоотехнії УСГА.
Протягом 1970 по 1972 років аспірант кафедри спеціальної зоотехнії УСГА.
Протягом 1971 по 1976 років працював науковим співробітником та завідувачем лабораторії дослідної станції м'ясного скотарства УСГА.
У 1973 році захистив кандидатську дисертацію на тему «Особливості формування м'ясної продуктивності бичків і телиць чорно-білої породи в перші 15 місяців постнатального онтогенезу». Присуджено науковий ступінь кандидата сільськогосподарських наук.
Протягом  1976 по 1994 років працював завідувачем Київської лабораторії хімізації у тваринництві НДІ тваринництва Лісостепу і Полісся УРСР.
У 1984 році був нагороджений Почесною грамотою Президії Південного відділення ВАСГНІЛ за вагомий особистий внесок у розвиток науки і техніки.
У 1993 році захистив докторську дисертацію на тему «Особливості формування м'ясної продуктивності молодняка великої рогатої худоби і виробництва яловичини в екстремальних умовах». Присуджено науковий ступінь доктора сільськогосподарських наук.
У 1995 році був обраний членом-кореспондентом УААН Відділення наукового забезпечення трансферу інновацій.
З 1995 по 1996 року був академіком-секретарем Відділення тваринництва УААН.
Протягом 1995 по 1998 років працював директором Інституту тваринництва УААН.
У вересні 1998 році працював завідувачем лабораторії підготовки кормів та їх радіологічного контролю.
З лютого 2000 і донині завідувач кафедри прикладної екології ім. О. А. Колєсова Харківської державної зооветеринарної академії.
У 2001 році було присуджено вчене звання професора.
У 2002 році Олексій Михайлович був нагороджений дипломом за монографію «Формирование, прогнозирование и методы оценки качества мясной продукции животных» у номінації «Монографії» на формумі «Освіта, наука, виробництво - шляхи інтеграції»; призначено іменну стипендію ім. О. Н. Соколовського з врученням диплома ХОДА.
У 2006 році був почесний професор Харківської державної зооветеринарної академії.
З 2021 року по теперішній час головний науковий співробітник лабораторії годівлі, фізіології живлення сільськогосподарських тварин та кормовиробництва ІТ НААН.

## Праці
Олексій Михайлович автор 450 наукових праць, з них 32 монографії, 17 авторських винаходів, патентів, 40 робіт опубліковано за кордоном, з них 3 англійською мовою.

## Відзнаки та нагороди
- почесна грамота Президії Південного відділення ВАСГНІЛ (1984);
- медаль «На честь 1500-річчя Києва» (1985)
- Медаль «Ветеран праці» (1991)
- медаль «Участник ликвидации последствий аварии на ЧАЭС» (1991)
- Почесна грамота Київської обласної державної адміністрації (1991)
- Почесні грамоти Харківської ОДА (1998, 2001)
- Почесний орден Харківської державної зооветеринарної академії «Захист, завзятість, винахідливість, інтелект» (2001)
- Почесні грамоти Президії НААН (2006, 2011)
- нагрудний знак «Відмінник освіти України ІІІ ступеня» (2007)
- трудова відзнака «Знак пошани» (2008)
- нагрудний знак «За вагомий внесок у розвиток освіти»(2011)